# طبق القمر الصناعي

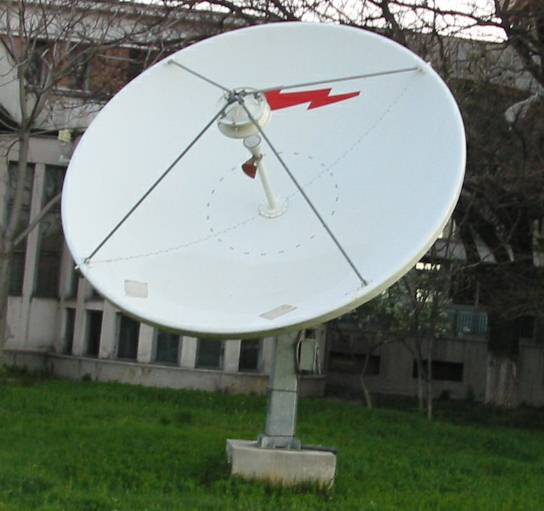
طبق الأقمار الصناعية على نطاق C.

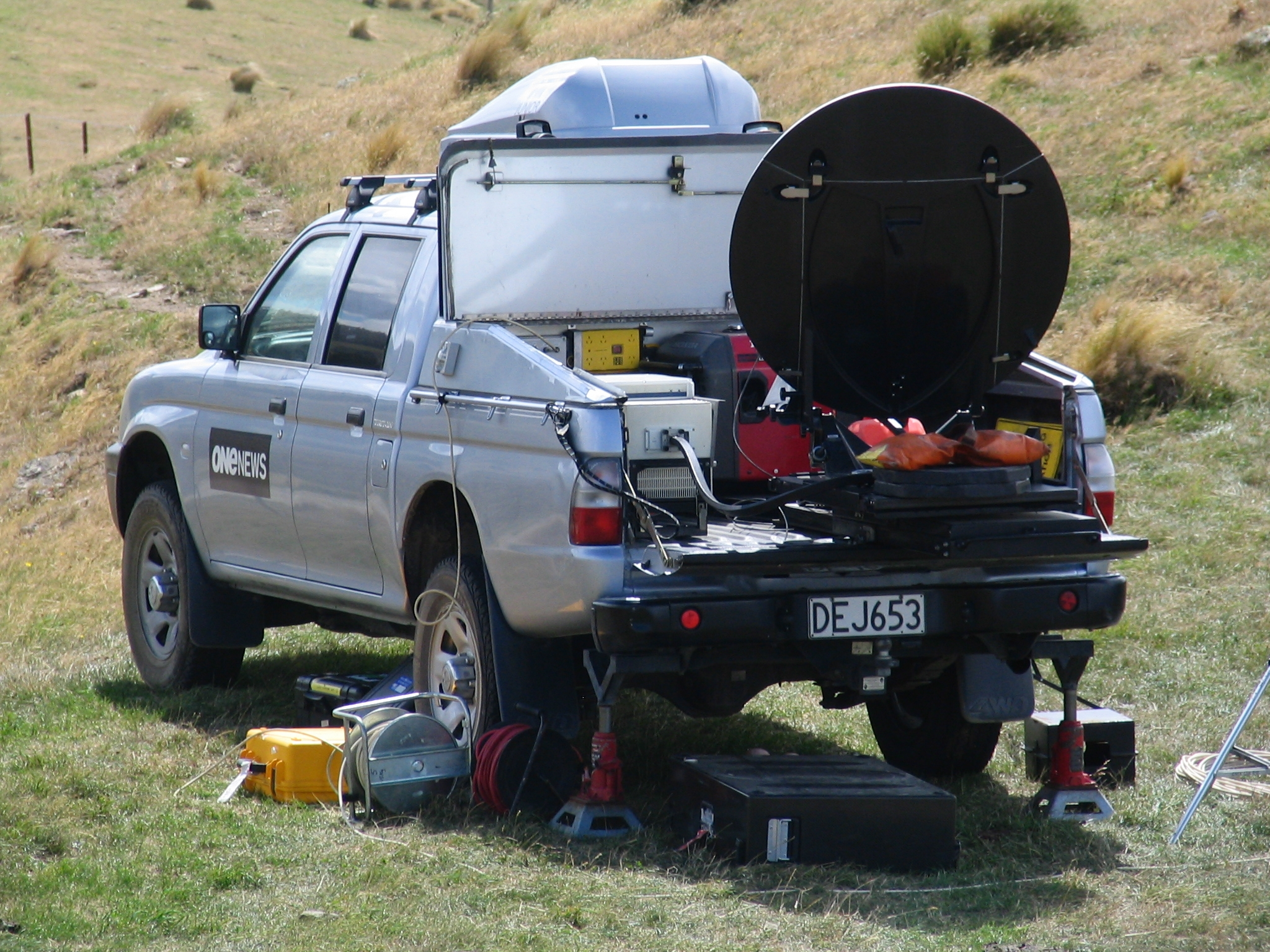
شاحنة قمر صناعي صغيرة يستخدمها مراسلو أخبار تلفزيون نيوزيلندا لجمع الأخبار الإلكترونية (ENG أو DSNG).

طبق القمر الصناعي (بالإنجليزية: Satellite dish) هو نوع من الهوائي المكافئ على شكل طبق مصمم لاستقبال أو نقل المعلومات عن طريق موجات الراديو إلى أو من قمر صناعي للاتصالات. المصطلح الأكثر شيوعًا يعني طبقًا يتلقى البث التلفزيوني المباشر عبر الأقمار الصناعية من قمر صناعي للبث المباشر في مدار ثابت بالنسبة للأرض.

## مبدأ التشغيل

مخططات مبادئ الانعكاس المستخدمة في الهوائيات المكافئة.

يعكس الشكل المكافئ للطبق الإشارة إلى النقطة المحورية للطبق. يتم تثبيت جهاز يسمى بوق التغذية على الأقواس عند النقطة المحورية للطبق. إن بوق التغذية هذا هو في الأساس الواجهة الأمامية للدليل الموجي الذي يجمع الإشارات عند أو بالقرب من النقطة المحورية و «ينقلها» إلى محول منخفض الضوضاء أو LNB. يقوم LNB بتحويل الإشارات من الموجات الكهرومغناطيسية أو موجات الراديو إلى إشارات كهربائية ويحول الإشارات من النطاق C و / أو Ku-band إلى نطاق النطاق L. تستخدم أطباق البث المباشر للأقمار الصناعية LNBF، الذي يدمج بوق التغذية مع LNB. تم الإعلان عن شكل جديد من هوائي الأقمار الصناعية متعدد الاتجاهات، والذي لا يستخدم طبقًا مكافئًا موجهًا ويمكن استخدامه على منصة متنقلة مثل السيارة، من قبل جامعة واترلو في عام 2004.
يزداد الكسب النظري (الكسب التوجيهي) للطبق مع زيادة التردد. يعتمد الكسب الفعلي على العديد من العوامل بما في ذلك تشطيب السطح ودقة الشكل ومطابقة أبواق التغذية. تبلغ القيمة النموذجية لطبق القمر الصناعي من النوع 60 سم عند 11.75 جيجاهرتز 37.50 ديسيبل.
مع الترددات المنخفضة، C-band على سبيل المثال، يتمتع مصممو الأطباق بخيارات أوسع من المواد. أدى الحجم الكبير للصحن المطلوب للترددات المنخفضة إلى صنع الأطباق من شبكة معدنية على إطار معدني. عند الترددات العالية، تكون تصميمات النوع الشبكي أكثر ندرة على الرغم من أن بعض التصميمات قد استخدمت طبقًا صلبًا به ثقوب.
من المفاهيم الخاطئة الشائعة أن LNBF (كتلة منخفضة الضوضاء / بوق التغذية)، الجهاز الموجود في مقدمة الطبق، يتلقى الإشارة مباشرة من الغلاف الجوي. على سبيل المثال، يعرض أحد الوصلات الهابطة لـ BBC News «إشارة حمراء» يتم استقبالها بواسطة LNBF مباشرة بدلاً من بثها إلى الطبق، والذي بسبب شكله المكافئ سيجمع الإشارة في منطقة أصغر ويوصلها إلى LNBF.
يبلغ قطر الأطباق الحديثة المخصصة للاستخدام التلفزيوني المنزلي بشكل عام 43 سم (18 بوصة) إلى 80 سم (31 بوصة)، ويتم تثبيتها في موضع واحد، لاستقبال Ku-band من موقع مداري واحد. قبل وجود خدمات البث المباشر عبر الأقمار الصناعية، كان لدى المستخدمين المنزليين عمومًا طبق نطاق C بمحرك يصل قطره إلى 3 أمتار لاستقبال القنوات من سواتل مختلفة. ومع ذلك، لا يزال من الممكن أن تتسبب الأطباق الصغيرة جدًا في حدوث مشكلات، بما في ذلك التلاشي بسبب المطر والتداخل من الأقمار الصناعية المجاورة.

## تصميم الأنظمة
في التركيب السكني لجهاز الاستقبال الفردي، يوجد كابل محوري واحد يمتد من جهاز فك التشفير في المبنى إلى LNB على الطبق. يتم توفير الطاقة الكهربائية DC لـ LNB من خلال نفس موصلات الكابلات المحورية التي تنقل الإشارة إلى جهاز الاستقبال. بالإضافة إلى ذلك، يتم إرسال إشارات التحكم أيضًا من جهاز الاستقبال إلى LNB عبر الكابل. يستخدم المستقبل جهدًا مختلفًا لإمداد الطاقة (13/18 فولت) لتحديد استقطاب هوائي رأسي / أفقي، ونغمة تجريبية للتشغيل / الإيقاف (22 كيلو هرتز) لتوجيه LNB لاختيار أحد نطاقي التردد. في التركيبات الأكبر، يتم إعطاء كل نطاق واستقطاب كابل خاص به، لذلك هناك 4 كبلات من LNB إلى مصفوفة تبديل 'multiswitch'، والتي تسمح بتوصيل أجهزة استقبال متعددة بالمحول المتعدد في هيكل نجمي باستخدام نفس طريقة الإشارة كما في تركيب جهاز استقبال واحد.

### مكتشف الأقمار الصناعية

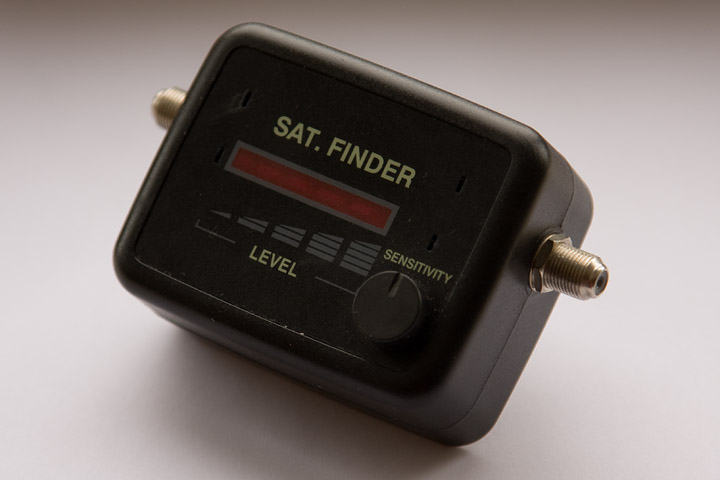
مكتشف الأقمار الصناعية

مكتشف الأقمار الصناعية هو مقياس شدة مجال الأقمار الصناعية يستخدم لتوجيه أطباق الأقمار الصناعية بدقة إلى أقمار الاتصالات في المدار الثابت بالنسبة للأرض. تسمح عدادات البحث عن الأقمار الصناعية الاحترافية بمحاذاة أفضل للطبق وتوفر أيضًا قيم معلمات الإشارة المستقبلة.

## أنواع أطباق القمر الصناعي (الدش)
أطباق التلفاز الفضائي تستخدم عدسات بوق التغذية منخفضة الضجيج (بالإنجليزية: LNBF) ، التي تدمج التغذية مع محول الإشارات متدينة الضجيج (بالإنجليزية: LNB) .
تم الإعلان عن شكل جديد من هوائي الأقمار الصناعية متعدد الاتجاهات، والذي لا يستخدم طبق مكافئ موجه (ب[Dish] خطأ: {{اللغة-؟؟}}: invalid parameter: |4= (مساعدة)) ويمكن استخدامه على منصة متنقلة مثل السيارة وتم تطويره في جامعة واترلو في كندا عام 2004.

### نطاق التردد وتأثيرة على الكسب الهوائي
نظريًا يزداد الكسب الهوائي للطبق مع زيادة التردد ولكن يعتمد الكسب الفعلي على العديد من العوامل بما في ذلك خامة وتشطيب السطح ودقة الشكل والتصميم ومطابقة عدسة الاستقبال.
- مع الترددات المنخفضة، على سبيل المثال تردد - سي، يكون لدى مصممي الأطباق خيار أوسع من المواد الخام المقبولة.

الترددات المنخفضة تتطلب حجمًا أكبر للأطباق لكي تستطيع التقاطها وهذا أدي إلى إنشاء الأطباق من شبكة معدنية على إطار معدني.
- في الترددات الأعلى، تكون تصميمات الأطباق أمر نادر بسبب عدم الحاجة الي تصميمات معينة على الرغم من أن بعض التصاميم قد استخدمت طبقًا صلبًا مع ثقوب.

## أنواع أطباق الأستقبال (الدش)

### طبق يعمل بمحرك
يمكن التحكم في الطبق الذي يتم تثبيته على عمود ويتم تشغيله بواسطة محرك خطوي أو جهاز سيرفو وتدويره لمواجهة أي موضع قمر صناعي في السماء.

### طبق متعدد الأقمار

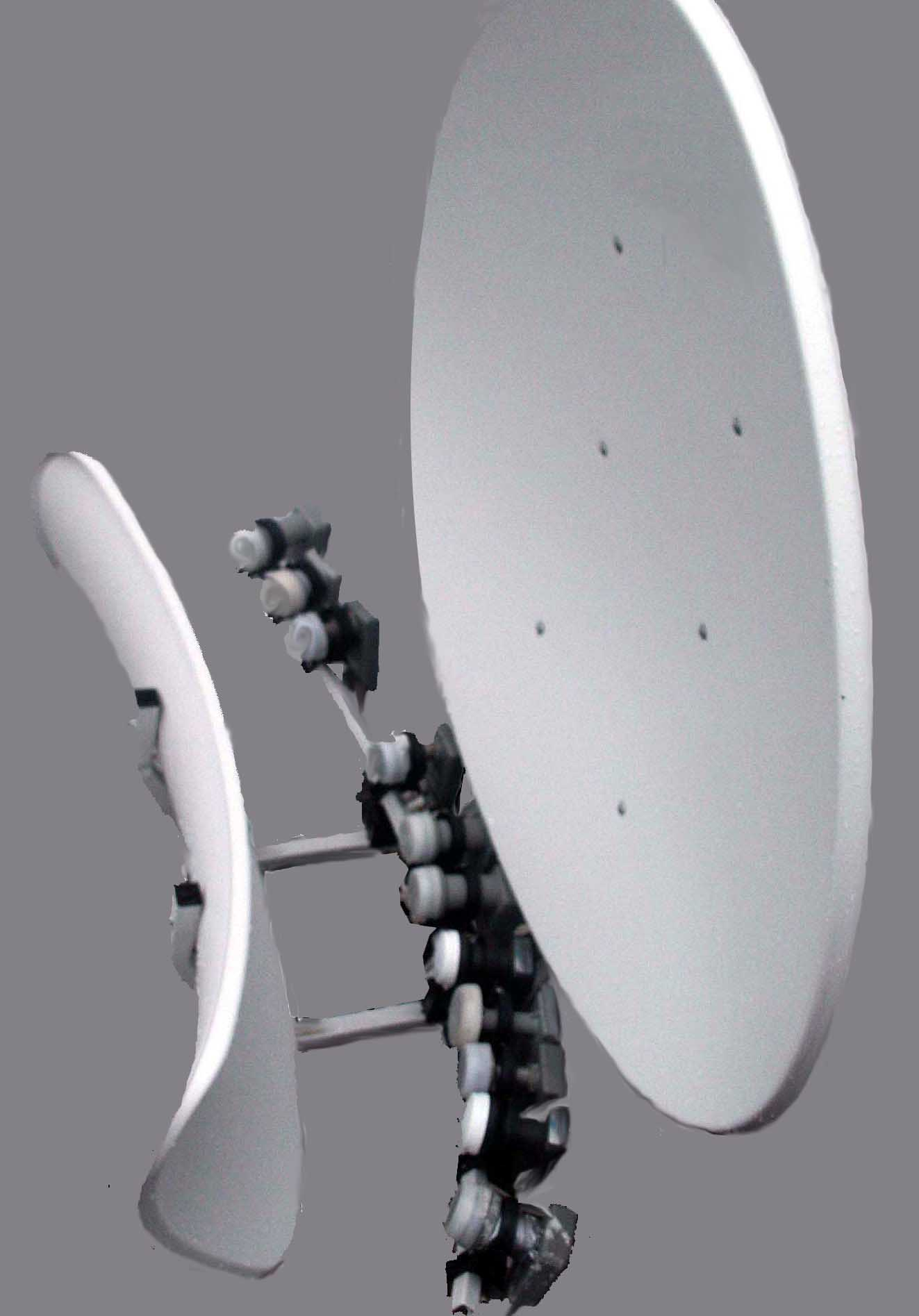
طبق خاص يستقبل لما يصل إلى 16 قمر صناعي (نطاق كيو).

يتيح كل طبق ذي حجم قياسي وكل طبق منزلي استقبالًا متزامنًا من عدة مواقع فضائية مختلفة دون إعادة وضع الطبق ويتم ذلك عن طريق إضافة عدسة إضافية أو باستخدام عدسة مزدوجة أو ثلاثية أو رباعية الاستقبال.
ومع ذلك، هناك بعض التصميمات القادرة على تحسين الاستقبال المتزامن بشكل فعال من مواقع أقمار صناعية مختلفة دون إعادة وضع الطبق.

## روابط خارجية
- المفوضية الأوروبية: الحق في استخدام طبق القمر الصناعي .
- دش بوينتر - محاذاة طبق الأقمار الصناعية مع خرائط جوجل .
- دليل يشرح كيفية التثبيت الذاتي مجانًا
- الباحث عن الأقمار الصناعية على الإنترنت بناء على خرائط جوجل